# Aeroportul Internațional Ernesto Cortissoz
Aeroportul Internațional Ernesto Cortissoz (în spaniolă Aeropuerto Internacional Ernesto Cortissoz) (IATA: BAQ, ICAO: SKBQ) este un aeroport din Barranquilla, Departamentul Atlántico, Columbia ce deservește zona Barranquilla. Aeroportul a fost tranzitat în 2022 de 3.030.937 de pasageri. A fost deschis în 1959 și numit după Ernesto Cortissoz⁠(d).
Situat la o altitudine de 29 m, aeroportul dispune de 1 pistă.

## Infrastructură

### Piste
Aeroportul dispune de o singură pistă. Pista 05/23 are suprafața de asfalt și dimensiunile 3.001 m × 45 m. 